# DR 102.1 sorozat
A DR 102.1 sorozat egy német B' tengelyelrendezésű, dízelhidraulikus meghajtású dízelmozdony-sorozat volt. 1970 és 1971 között összesen 157 db-ot gyártott a LKM Babelsberg. A sorozat 1992-ben lett selejtezve.